# Бован
Бова́н (кит. упр. 博望, пиньинь Bówàng) — район городского подчинения городского округа Мааньшань провинции Аньхой (КНР).

## История
Изначально эти земли были частью уезда Данту. В 2012 году решением Госсовета КНР посёлки Бован, Даньян и Синьши были выделены в отдельный район городского подчинения, получивший название по посёлку, в котором разместились районные власти.

## Административное деление
Район делится на 3 посёлка.